# VfL TuRa Kassel
Der VfL TuRa Kassel war ein Sportverein in der nordhessischen Stadt Kassel. Seit seiner Gründung im Jahr 1904 stand der Wehlheider Stadtteilverein aus sportlicher Sicht zwar die meiste Zeit seines Bestehens über im Schatten der Lokalmatadoren SV Kurhessen, CSC 03, BC „Sport“ und Spielverein 06, konnte sich aber bis 1933 fast durchgängig in der obersten Spielklasse halten. Die neu eingeführte Gauliga Hessen erreichte der VfL TuRa allerdings erst im ersten Kriegsjahr 1939/40. Nach dem Zweiten Weltkrieg ging der Verein schließlich 1947 im Kasseler Großverein KSV Hessen Kassel auf. Auf der Anlage des VfL TuRa im Schönfelder Park wurde 1951 der heutige Kasseler SV gegründet.

## Geschichte
Ursprünglich gegründet wurde der Verein im Jahr 1904 unter dem Namen Vereinigter Bewegungssportverein 1904 Herkules Cassel und wurde meist kurz BV Herkules genannt. Unmittelbar nach dem Ende des Ersten Weltkrieges schloss man sich mit dem SV West zum Rasensportverein Cassel 1904 zusammen, um schon am 15. Juni 1919 erneut zu fusionieren: Aus dem RSV Cassel, der TG 1868 Wehlheiden und der TG 1899 Wehlheiden wurde der SV TuRa Cassel-Wehlheiden (die Abkürzung „TuRa“ steht für „Turn- und Rasensportverein“). Die Gemeinschaft mit den Turnern zerbrach allerdings schon kurze Zeit später. Der Name des Vereines wurde nach der amtlichen Umbenennung der Stadt in „Kassel“ 1926 zunächst entsprechend angepasst und später in VfL TuRa Kassel geändert.
TuRa war ein typischer Stadtteilverein, dessen Mitglieder sich vornehmlich aus dem Wehlheider Bildungsbürgertum beiderseits der Wilhelmshöher Allee rekrutierten. Den ersten sportlichen Erfolg feierte im Jahr 1909 der damalige BV Herkules, als er seine ersten Ligaspielzeit mit dem Aufstieg in die höchste regionale Spielklasse krönte. Unmittelbar nach dem Ersten Weltkrieg zählten die Wehlheider zu den Gründungsmitgliedern der höchsten Liga im Kreis Hessen/Hannover des Westdeutschen Spiel-Verbandes und konnten sich in dieser Spielklasse, abgesehen von kurzzeitigen Unterbrechungen, auch bis zur Ligenreform 1933 halten. Die überregionalen Erfolge aber mussten die Blau-Weißen der spielstärkeren örtlichen Konkurrenz überlassen. Zunächst der SV Kurhessen und bald auch den Mannschaften von CSC 03, BC „Sport“ und Spielverein 06 vertraten die Stadt Kassel in den Endrunden um die „Westdeutsche“, als beste Platzierung erreichte die Mannschaft vom Schönfelder Park in der Spielzeit 1927/28 Platz 3.
Für die 1933 als neue höchste Spielklasse eingeführte Fußball-Gauliga Hessen konnte sich der VfL TuRa nicht qualifizieren und verschwand in der Zweitklassigkeit. Lediglich zwei Mal, in den Kriegsspielzeiten 1939/40 und 1943/44, kehrten die Wehlheider noch ins Fußball-Oberhaus zurück. In der letzten ausgespielten Runde vor dem Ende des Zweiten Weltkrieges trat man in einer Kriegsspielgemeinschaft mit der TuSpo 86/09 Kassel an.
Der Feldhandball-Abteilung der Männer gelang 1933 die Qualifikation für die erstklassige Handball-Gauliga Hessen. Bereits 1935 stieg der Verein in die Zweitklassigkeit ab.
Nach Kriegsende wurden alle Sportvereine aufgelöst und zunächst pro Stadtteil nur ein Verein zugelassen. So entstand 1946 zunächst die SG Wehlheiden, die sich bald darauf Kasseler SV nannte und im November 1947 mit dem VfL Hessen Kassel zum  KSV Hessen Kassel fusionierte. 1951 gründeten ehemalige „TuRaner“ den SV Wehlheiden, der 1954 in Kasseler SV umbenannt wurde und von 1957 bis 1962 immerhin in der 2. Amateurliga Hessen spielte. Dieser heute noch bestehende Verein ist auf der Anlage des VfL TuRa im Schönfelder Park, der Wilhelm-Buchenau-Kampfbahn, heimisch.